# The Post-Standard
The Post-Standard é um jornal diário sediado em Syracuse, New York.Publicado pela Advance Publications, ele e o site irmão Syracuse.com estão entre as marcas de consumo da Advance Media New York, ao lado do NYUp.com e da revista The Good Life: Central New York. O Post-Standard é publicado sete dias por semana e entregue em casa aos assinantes às terças, quintas e domingos.

## História
O Post-Standard foi fundado em 1829 como The Onondaga Standard. A primeira edição foi publicada em 10 de setembro de 1829, depois que Vivus W. Smith consolidou o Onondaga Journal com o Syracuse Advertiser sob o nome The Onondaga Standard. Durante os anos 1800, era conhecido como The Weekly Standard, The Daily Standard e The Syracuse Standard.
Em 10 de julho de 1894, The Syracuse Post foi publicado pela primeira vez. Em 26 de dezembro de 1898, os proprietários do The Daily Standard e do The Syracuse Post se fundiram para formar o The Post-Standard. A primeira edição do jornal recém-fundido foi publicada em 1º de janeiro de 1899.
Em 1901, o Post-Standard começou a publicar uma edição de domingo. No entanto, o jornal de domingo não fez sucesso e, em um ano, parou. Uma tentativa de trazê-lo de volta em 1904 também falhou. Em 1917, a edição de domingo foi trazida de volta e ficou.
Em 23 de julho de 1939, o editor Samuel I. Newhouse, comprou os dois jornais vespertinos de Syracuse, o Syracuse Herald e o Syracuse Journal, e depois fundindo-os no Syracuse Herald-Journal. Ele também lançou um jornal de domingo, o Herald American. Em 1944, Newhouse comprou o Post-Standard.
Os departamentos de notícias e editoriais dos jornais operaram independentemente uns dos outros durante décadas. O Post-Standard foi publicado pela manhã, o Herald-Journal à tarde e o Herald American aos domingos. Até 1971, quando um novo prédio na Clinton Square foi inaugurado, os jornais eram publicados em locais diferentes. Os jornais ficaram conhecidos coletivamente como The Syracuse Newspapers. Na virada do século, ficou claro que Syracuse não podia mais manter dois jornais. O Herald-Journal fechou em setembro de 2001 e foi incorporado ao The Post-Standard.
A empresa jornalística foi uma das primeiras a adotar a mídia digital. A empresa lançou serviços de áudio digital fornecidos por telefone no início da década de 1990, sob a direção de John Mariani e Stan Linhorst. A empresa, sob o então Diretor de Novas Mídias Stan Linhorst, fundou Syracuse.com em novembro de 1994. O jornal colaborou com o iSchool da Universidade de Syracuse no lançamento. No início, o site era denominado Syracuse OnLine e, até o verão de 1995, operava em um servidor hospedado em syr.edu. Poucos jornais estavam criando sites na época; a maioria estava em parceria com a CompuServe, Prodigy (serviço online), America Online ou outros sistemas proprietários.
Em dezembro de 2001, o jornal começou a imprimir em uma nova impressora de litografia offset feita na Suíça pela Wifag. A impressão de cinco andares de 750 toneladas permitia a cor em quase todas as páginas, e o jornal logo começou a usar o lema da primeira página, o jornal mais colorido da América. A imprensa está instalada em uma "sala de imprensa" envidraçada de 45 000 pés quadrados construída na parte de trás do prédio do jornal. A impressora Wifag substituiu uma máquina de 33 anos usando a técnica de impressão tipográfica. A nova prensa e a expansão do prédio custaram 39,5 milhões de dólares.